# Win Some Lose Some
Win Some Lose Some è un brano di Robbie Williams, pubblicato come quinto ed ultimo singolo dal secondo album I've Been Expecting You, soltanto per il mercato neozelandese.

## Tracce
1. "Win Some Lose Some" - 4:18
2. "Phoenix from the Flames" - 4:02
3. "The Full Monty Medley" featuring Tom Jones - 5:28

## Classifiche
| Classifica (2000) | Posizione massima |
| ----------------- | ----------------- |
| Nuova Zelanda     | 7                 |